# Charles Maucourt
Charles Maucourt (* 1718 in Paris; † Januar 1768 in London) war ein französischer Maler und Radierer.

## Leben
Er wirkte zunächst in Paris als Porträt- und Miniaturmaler sowie als Zeichner. Nach dem Tod seiner (ersten) Frau Anne-Genevieve Humblot 1748 ging er auf Reisen. 1750 ist er als Hofmaler am Hof von Mecklenburg-Strelitz bezeugt und 1752 für den Hof von Mecklenburg-Schwerin tätig. 1755 war er in Düsseldorf, gegen Ende der 1750er Jahre in Braunschweig und ging daraufhin nach London. Von 1761 bis 1767 nahm er hier an Ausstellungen der Royal Society of Arts teil.
Neben Porträts in Öl und Pastellmalerei sind historische Stiche von ihm überliefert.
Sein Sohn Louis Charles Maucourt (auch Charles Louis Maucourt, * 1760 in Braunschweig; † vermutlich 1825) wurde Violinist und Kapellmeister der Braunschweiger Hofkapelle. Er war auch als Komponist bekannt und Geigenlehrer von Louis Spohr.

## Werke

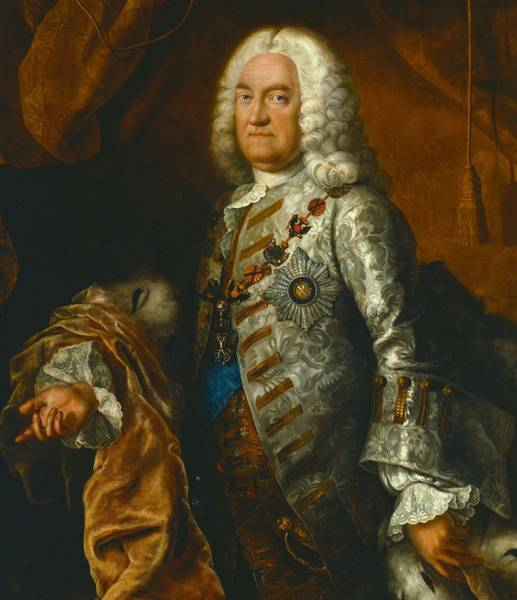
Herzog Christian Ludwig II. von Mecklenburg-Schwerin (1752)

- Herzog Christian Ludwig II. von Mecklenburg-Schwerin (1752), Schloss Ludwigslust
- Albrecht Heinrich von Braunschweig-Wolfenbüttel (1753) Statens Museum for Kunst[2]
- Friedrich August (Braunschweig-Lüneburg-Oels) (1753), Statens Museum for Kunst[3]
- Leopold Ignaz Blumhoff (1755), Stadtmuseum Düsseldorf[4]
- Karl Theodor (Pfalz und Bayern) und Elisabeth Auguste von Pfalz-Sulzbach (1755), Stadtmuseum Düsseldorf[5]
- Agostino Carlini (1762), Miniatur, National Portrait Gallery (London)[6]
- Die Vertreibung der Jesuiten aus Spanien (1767), Mezzotinto, 2013 im Kunsthandel[7]
- Sein für die Johanniterkirche auf der Schlossinsel Mirow 1750 gemaltes Altargemälde wurde 1868 durch eine von Großherzogin Marie gemalte Kopie nach Albrecht Dürer Christus am Kreuz ersetzt und kam in die Dorfkirche Leussow (Mirow).